# オー!!大鉄人ワンセブン
「オー!!大鉄人ワンセブン」（オー だいてつじんワンセブン）は、水木一郎、こおろぎ'73のシングル。1977年4月1日に日本コロムビアから発売された（SCS-348）。

## 概要
表題曲「オー!!大鉄人ワンセブン」は、特撮テレビドラマ『大鉄人17』のオープニングテーマとして使用された。カップリングには、同じく水木一郎が歌う同作エンディングテーマ「ワンセブン讃歌」が収録されている。

## 収録曲
（全作曲・編曲：渡辺宙明、歌：水木一郎、こおろぎ'73）
1. オー!!大鉄人ワンセブン
作詞：石ノ森章太郎
  - 特撮テレビドラマ『大鉄人17』オープニングテーマ。
2. ワンセブン讃歌
作詞：八手三郎
  - 特撮テレビドラマ『大鉄人17』エンディングテーマ。

## カバー
下のほか、ライブイベントでも他の歌手が（もしくは、水木一郎が他の歌手とともに）「オー!!大鉄人ワンセブン」などの楽曲を歌っている。
「最新テレビマンガ・スーパー・ヒットパレード 家なき子から宇宙戦艦ヤマトまで」（SKM(H)-2301、1976年12月5日発売）
堀光一路 - キングレコードによる「オー!!大鉄人ワンセブン」のカバーを収録。編曲：佐藤亘弘。
「アニメタル・マラソンII 特撮編」（SRCL-4200～SRCL-4201、1998年2月21日発売）
アニメタル - ソニーレコード（ソニー・ミュージックレコーズ）による「オー!!大鉄人ワンセブン」のカバーを収録。